# TLC: Tables, Ladders and Chairs (2017)
Cet article concerne l'édition 2017 du pay-per-view TLC: Tables, Ladders and Chairs. Pour toutes les autres éditions, voir WWE TLC: Tables, Ladders & Chairs.
L'édition 2017 de TLC: Tables, Ladders and Chairs est un Premium Live Event de catch (lutte professionnelle) produit par la World Wrestling Entertainment, une fédération de catch américaine qui est télédiffusée et visible en paiement à la séance sur le WWE Network, ainsi que gratuitement sur la chaîne de télévision française AB1. L'événement a eu lieu le 22 octobre 2017 au Target Center à Minneapolis (Minnesota). Il s'agit de la 9e édition de TLC qui est exclusivement réservée à la division Raw.

## Contexte
Les spectacles de la World Wrestling Entertainment (WWE) sont constitués de matchs aux résultats prédéterminés par les scénaristes de la compagnie. Ces rencontres sont justifiées par des storylines – une rivalité avec un catcheur, la plupart du temps – ou par des qualifications survenues dans les shows de la WWE telles que Raw, SmackDown et 205 Live. Tous les catcheurs possèdent un gimmick, c'est-à-dire qu'ils incarnent un personnage gentil (Face) ou méchant (Heel), qui évolue au fil des rencontres. Un événement comme TLC: Tables, Ladders and Chairs est donc un événement tournant pour les différentes storylines en cours,.

## Matchs

### The Miz, Braun Strowman, Sheamus, Cesaro & Kane contre Seth Rollins, Dean Ambrose & Kurt Angle
Lors du Raw du 9 octobre, The Shield s'est reformé pour la première fois en 3 ans pour s'attaquer à Cesaro, Sheamus et The Miz. Plus tard dans la soirée, ils ont mené une attaque sur Braun Strowman. Cela mène à l'annonce d'un combat entre The Shield et une équipe composée de Cesaro, Sheamus, Braun Strowman et The Miz dans un match à Handicap. La semaine suivante, Kane intervient dans un Steel Cage match entre Roman Reigns et Braun Strowman offrant la victoire à sa dernier et permettant au Miz d'ajouter Kane à son équipe.

### Alexa Bliss contre Mickie James
Lors du RAW qui suit le PPV No Mercy, Mickie James intervient une promo de la championne Alexa Bliss, accusant cette-dernière de sous-entendre que Mickie est une "vieille femme". Le soir-même, Kurt Angle donne à Mickie son Title match pour TLC: Tables, Ladders and Chairs (2017).

### The Demon Finn Bàlor contre AJ Styles
Lors du RAW qui suit le PPV Great Balls of Fire, Bray Wyatt agresse Finn Bàlor pendant son combat avec Elias. Cela mène à un combat entre Bray Wyatt et le "Demon King" lors de SummerSlam, match remporté par ce dernier. Bray Wyatt obtient sa revanche lors de No Mercy dans un "Man vs Man match", à nouveau remporté par Finn Bàlor. Dans les semaines qui suivent le PPV, Bray Wyatt apparaît en tant que Sister Abigail, ce qui force Finn Bàlor à faire revenir son démon pour l'affronter lors de TLC. Mais Bray Wyatt étant tombé malade avant le PPV, A.J. Styles a été appelé par Kurt Angle pour affronter The Demon King.

### Asuka contre Emma
Lors de No Mercy (2017), une vidéo annonce les débuts d'Asuka lors de TLC: Tables, Ladders and Chairs (2017). Lors du RAW du 9 octobre, Emma bat Sasha Banks, Bayley, Alicia Fox et Dana Brooke pour devenir l'adversaire de l'ancienne NXT Women’s Champion .

### Sasha Banks contre Alicia Fox
Lors du Raw du 16 octobre, Sasha Banks bat Alicia Fox par soumission. Frustrée, cette-dernière agresse Banks en backstage. Le match est officialisé pour le Kick-Off du PPV plus tard dans la soirée.

### Kalisto contre Enzo Amore
Lors de No Mercy (2017), Enzo Amore bat Neville pour devenir Cruiserweight champion, ce qui provoque la colère de tout le roster de la division Cruiserweight. Lors du Raw du 2 octobre, Kalisto est annoncé comme le nouveau membre de la division. La semaine suivante, il bat Enzo Amore pour devenir champion Cruiserweight pour la première fois de sa carrière.

## Tableau des matchs
| Ordre par numéros | Résultat | Stipulation(s)                                      | Temps |
| --- | --- | --------------------------------------------------- | ----- |
| 1P | Sasha Banks bat Alicia Fox par soumission                                                                                     | Match simple                                        | 11:00 |
| 2 | Asuka bat Emma par soumission                                                                                                 | Match simple                                        | 9:25  |
| 3 | Cedric Alexander et Rich Swann battent The Brian Kendrick et Jack Gallagher                                                   | Tag Team match                                      | 8:00  |
| 4 | Alexa Bliss (c) bat Mickie James                                                                                              | Match simple pour le WWE Raw Women's Championship   | 11:25 |
| 5 | Enzo Amore bat Kalisto (c) | Match simple pour le WWE Cruiserweight Championship | 8:45  |
| 6 | The Demon King Finn Bàlor bat AJ Styles,                                                                                      | Match simple                                        | 18:20 |
| 7 | Jason Jordan bat Elias | Match simple                                        | 8:50  |
| 8 | The Shield (Dean Ambrose et Seth Rollins) et Kurt Angle battent The Miz, The Bar (Cesaro et Sheamus), Kane et Braun Strowman, | 3-on-5 Handicap TLC match                           | 35:25 |
| La lettre C placée entre parenthèses désigne la personne ou l’équipe championne en titre. P – indique que le match a eu lieu lors du pré-show | |                                                     |       |